# 海南黄黝鱼
海南黄黝鱼（学名：Neodontobutis hainanensis）为塘鳢科	新沙塘鳢属的鱼类。在中国，分布于海南万泉河水系等，一般栖息于山溪。该物种的模式产地在海南琼中县池塘。其种加词“hainanensis”意为“海南的”。